# Pīr Şamadīn
Pīr Şamadīn (persiska: پیر صدین, Pīr Şadīn, پیر صمدین) är en ort i Iran.   Den ligger i provinsen Lorestan, i den västra delen av landet, 400 km sydväst om huvudstaden Teheran. Pīr Şamadīn ligger 1 086 meter över havet och antalet invånare är 199.
Terrängen runt Pīr Şamadīn är kuperad åt nordost, men åt sydväst är den bergig. Pīr Şamadīn ligger nere i en dal. Runt Pīr Şamadīn är det ganska tätbefolkat, med 72 invånare per kvadratkilometer. Närmaste större samhälle är Cham Khūcheh, 1,1 km söder om Pīr Şamadīn. Omgivningarna runt Pīr Şamadīn är i huvudsak ett öppet busklandskap.